# Nükhetsezâ Hanım
Nükhetseza Hanım, rozená Hatice Baras (2. ledna 1827 – 15. května 1850) byla konkubína osmanského sultána Abdulmecida I.

## Život
Narodila se roku 1827 v Abcházii. Její rodné jméno bylo Hatice Baras a byla dcerou Barase Hatuğa Beye, abchazského šlechtice, a jeho manželky Ferhunde Hanim. Když jí bylo osm let, její rodina emigrovala z Kavkazu do Istanbulu, kde byla poslána jako konkubína do sultánského harému. Bezmiâlem Sultan (tehdejší Valide sultánka) se o ni postarala. Přejmenovala ji na Nükhetsezu a v harému dostala tureckou a muslimskou výchovu. Kromě harémové výchovy měla také lekce piána.
Vyrůstala v paláci Topkapi v krásnou ženu. Když jí bylo čtrnáct let, zaujala sultána Abdulmecida. Sultán ji navrhl sňatek, který přijala. V roce 1845 se vzali, čímž získala titul Baş İkbâl. Je praprababičkou prince Bayezida Osmana Efendiho, který byl 44. hlavou Osmanské dynastie.
Ve svých 19 letech podlehla tuberkulóze. Zemřela v paláci Beşiktaş v květnu roku 1850. Pochována je v hrobce žen, které byly členkami Osmanské dynastie.

## Potomci
Společně se sultánem Abdulmecidem měli 3 děti:
- Aliye Sultan (20. října 1842 – 10. července 1845, pohřbena v hrobce Yeni v Istanbulu);
- Şehzade Ahmed (5. června 1846 – 6. června 1846, pohřben v hrobce Yeni v Istanbulu);
- Şehzade Mehmed Burhaneddin (23. května 1849 starý palác Beylerbeyi, Istanbul - 4. listopadu 1876 palác Dolmabahce, Istanbul. Pohřben v hrobce Yavuze Selima), oženil se a měl několik dětí.